# Cambridge Five
Cambridge Five (også kendt som Cambridge Four) var en sovjetisk-tro spionring bestående af Kim Philby, Guy Burgess, Donald Maclean og Anthony Blunt. Spionerne havde mødt hinanden da de studerede ved Cambridge University i 1930'erne, de havde alle i deres studietid været aktive kommunister, og med deres sovjetiske sympatier udførte de spionage for Sovjetunionen. Flere andre er blevet mistænkt for at have været med i spionringen, blandt andre John Cairncross og Victor Rothschild. I løbet af 1950'erne og 1960'erne blev de afsløret, og de fleste flygtede til det kommunistiske Sovjetunionen.

## Film og bøger
- A Question of Attribution (dramatisering af Blunt sin tid som «Inspector of the Queen's Pictures»), An Englishman Abroad (dramatisering af Burgess ophold i Rusland), og  The Old Country (med en opfundet Philby-agtig spion i eksil), alle lavet af Alan Bennett
- Another Country (løst baseret på Guy Burgess' liv) af Julian Mitchell
- Tinker, Tailor, Soldier, Spy, af John le Carre, er løst baseret på det som skete omkring ”the Cambridge Five”.
- «A Perfect Spy», af John Le Carre (New York 1986). Dele af livet til karakteren Magnus Pym er baseret på Kim Philby liv.
- The Untouchable (novel) af John Banville. Karakteren Victor Maskell ser ud til at være en blanding af Anthony Blunt og poeten Louis Macneice.
- Cambridge Spies (BBC Drama) med  Toby Stephens som Kim Philby, Tom Hollander som Guy Burgess, Rupert Penry-Jones som Donald Maclean, og Samuel West som Anthony Blunt.
- Philby, Burgess and Maclean (TV-program), 1977 Granada Television drama-dokumentar med Derek Jacobi som Burgess
- Escape (TV show), drama-dokumentar om Philby, nylig vist på BBC Four
- «Blunt: the Fourth Man», TV-drama, med Anthony Hopkins som Guy Burgess og Ian Richardson som Anthony Blunt.
- «High Season» (1987, film) med karakteren «Sharp», flygtede fra England for ikke at blive afsløret som spion.

## Eksterne lenker
- The Cambridge Five at the Crime Library Arkiveret 30. september 2007 hos  Wayback Machine

| Spion | Spire Denne spionagerelaterede artikel er en spire som bør udbygges. Du er velkommen til at hjælpe Wikipedia ved at udvide den. |